# Kamakura
Kamakura (japanski:鎌倉市 Kamakura-shi) je grad u Japanu na otoku Honshū.

## Povijest
Iako je Kamakura danas vrlo malen grad, često je opisan u povijesnim knjigama kao bivši de facto glavni grad Japana i sjedište šogunata i namjesništva u Kamakura razdoblju. Prema Institutu za istraživanje na svjetskim sustavima, Kamakura je bio četvrti najveći grad u svijetu 1250. godine, s 200.000 ljudi.
Od 1. ožujka 2010, grad ima populaciju od procijenjenih 174.016 stanovnika s gustoćom od 4,390 stanovnika po četvornom kilometru. Ukupna površina mu je 39.60 km². Status grada je dobio 3. studenog 1939.
1923. grad je pogodio potres koji je uzrokovao tsunami. Ukupni broj poginulih od potresa i tsunamija premašio je 2.000 žrtava. 
Grad ima plažu koja ga u kombinaciji s brojnim hramovima i blizine Tokija, čini popularnim turističkim odredištem. 
Kamakura ima mnogo povijesno značajnih budističkih hramova i šintoističkih svetišta, neke od njih, poput Sugimoto-Dera, stari su više od 1.200 godina.

## Zemljopis
Grad je smješten u prefekturi Kanagawa, oko 50 km jugozapadno od Tokija. Okružen je na sjeveru, istoku i zapadu brdima dok je na jugu otvoren prema Sagami zaljevu, zbog svoje prirodne izoliranosti može se reći da je Kamakura prirodna tvrđava. Prije izgradnje tunela i nekoliko modernih cesta u ostatak otoka moglo se preko nekoliko uskih umjetnih prijevoja, među kojima sedam najvažniji su se zvali "Kamakurinih sedam ulaza" (镰仓 七 口?), naziva se ponekad prevodi kao "Kamakurinih sedam usta". 

## Gradovi prijatelji
- Nice, Francuska (1966.)
- Ueda, Nagano, Japan (1979.)
- Hagi, Yamaguchi (1979.)
- Ashikaga, Tochigi, Japan (1982.)
- Dunhuang, Kina(1998.)

## Vanjske poveznice
- Grad Kamakura